# Sincretism religios
Sincretismul religios reprezintă amestecul a două sau mai multe sisteme de credințe religioase. De cele mai multe ori în istorie, acest proces are loc atunci când o cultură este cucerită, iar victorioșii aduc cu ei credințele lor religioase, dar nu reușesc să eradicheze în totalitate vechile credințe sau (mai ales) practici ale populației subjugate.
Interpretatio graeca (din latină, „traducere grecească”) sau „interpretare prin intermediul modelelor grecești” este o generalizare folosită pentru a interpreta sau a încerca să se înțeleagă mitologia și religia altor culturi; o metodologie comparativă care folosește concepte și practici religioase grecești antice, zeități și mituri, echivalențe și caracteristici comune.
Interpretatio romana este un discurs comparativ cu referire la religia și miturile romane antice, ca în formarea unei religii galo-romane distincte. Atât romanii, cât și galii au reinterpretat tradițiile religioase galice în raport cu modelele romane, în special cu cultul imperial. Mitologia romană a fost puternic influențată de cea greacă și cea etruscă. Mai jos există o listă a celor mai creditate echivalențe de cult între sistemele respective. Mulți mitografi însă nu sunt de acord în privința echivalențelor făcute în timpuri antice sau în zilele noastre.

## Exemple
Herodot a fost unul dintre primii autori care s-a implicat în această formă de sincretism. În observațiile sale cu privire la egipteni, el stabilește echivalente greco-egiptene care au dăinuit până în epoca elenistică, inclusiv Amon/Zeus, Osiris/Dionisos și Ptah/Hefaistos. În observațiile sale referitoare la sciți, el îi asimilează pe regina zeilor, Tabiti, cu Hestia, Papaios și Api cu Zeus și, respectiv, Gaia, iar Argimpasa cu Afrodita Urania, afirmând totodată că sciții venerau echivalenți ai lui Heracle și Ares, dar pe care nu îi numește.
Se crede că unele perechi de zei greci și romani, cum ar fi Zeus și Jupiter, derivă dintr-un arhetip indo-european comun (Dyeus ca zeu suprem al cerului) și, prin urmare, prezintă funcții comune prin natura lor. Altele au necesitat eforturi teologice și poetice mai ample: deși atât Ares, cât și Marte sunt zei ai războiului, Ares era o figură relativ minoră în practica religioasă greacă și era depreciat de poeți, în timp ce Marte era un părinte al poporului roman și o figură centrală a religiei romane arhaice.
Unele divinități care datează din cel mai vechi strat religios al Romei, precum Ianus și Terminus, nu aveau un echivalent grecesc. Alte figuri divine grecești, mai ales Apollo, au fost adoptate direct în cultura romană, dar au suferit o evoluție distinctă romană, ca atunci când Augustus a făcut din Apollo una dintre zeitățile sale protectoare. În perioada timpurie, cultura etruscă a jucat un rol intermediar în transmiterea mitului și religiei grecești către romani, așa cum reiese din transformarea lingvistică a lui Heracle grecesc în Hercle etrusc în Hercule roman.

## Listă de zei
| Imagine indisponibilă                             |  | Imagine indisponibilă                |
| Hermes, statuie din Peloponez (27 î.Hr.-14 d.Hr.) |  | Mercur, statuie de Artus Quellinus I |

| Greacă         | Romană                    | Etruscă  | Egipteană      |
| -------------- | ------------------------- | -------- | -------------- |
| Adonis         | Adonis                    | Atunis   |                |
| Amfitrite      | Salacia (mitologie)       |          | Hatmehit       |
| Ananke         | Necessitas                |          |                |
| Afrodita       | Venus                     | Turan    | Hathor         |
| Apollo         | Apollo                    | Aplu     | Horus          |
| Ares           | Marte                     | Maris    | Seth sau Anhur |
| Artemis        | Diana                     | Artume   | Bastet         |
| Asclepius      | Veiovis                   |          |                |
| Asclepios      | Aesculapius               |          | Imhotep        |
| Atena          | Minerva                   | Menrva   | Neith          |
| Atropos        | Morta                     |          |                |
| Boreas         | Aquilo                    |          |                |
| Charites       | Gratiae                   |          |                |
| Caron          | Charon                    | Charun   |                |
| Chloris        | Flora                     |          |                |
| Clotho         | Nona                      |          |                |
| Uranus         | Caelus                    |          | Nut            |
| Cronos         | Saturn                    |          | Chnum          |
| Cybele         | Magna Mater               |          |                |
| Demeter        | Ceres                     |          |                |
| Dionysus       | Bachus                    | Fufluns  | Osiris         |
| Enyo           | Bellona                   |          | Sekhmet        |
| Eos            | Aurora sau Matuta         | Thesan   | Tefnut         |
| Erinyes        | Dirae                     |          |                |
| Erinyes        | Furies                    |          |                |
| Eris           | Discordia                 |          | Anat           |
| Eros           | Cupidon / Amor            |          |                |
| Eurus          | Vulturnus                 |          |                |
| Geea           | Terra / Tellus            |          | Geb            |
| Galinthias     | Galinthis                 |          |                |
| Hades / Plutus | Dis Pater / Pluto / Orcus | Aita     | Osiris/Anubis  |
| Hebe           | Iuventas                  |          |                |
| Hecate         | Trivia                    |          | Heket          |
| Helios         | Sol                       |          | Ra             |
| Hefaistos      | Vulcan                    | Sethlans | Ptah           |
| Hera           | Juno                      | Uni      | Mut            |
| Heracle        | Hercule                   | Hercle   | Heryshaf       |
| Hermes         | Mercur                    | Turms    | Thot           |
| Hesperus       | Vesper                    |          |                |
| Hestia         | Vesta                     |          | Anuket         |
| Hygieia        | Salus                     |          |                |
| Hypnos         | Somnus                    |          |                |
| Irene          | Pax                       |          |                |
|                | Ianus                     | Ani      |                |
| Illythia       | Lucina                    | Ilithiia | Taweret        |
| Lachesis       | Decima                    |          |                |
| Leto           | Latona                    |          |                |
| Moirae         | Parcae                    |          |                |
| Muze           | Camenae                   |          |                |
| Nike           | Victoria                  |          |                |
| Notus          | Auster                    |          |                |
| Nyx            | Nox                       |          | Nephtys        |
| Odiseu         | Ulise                     |          |                |
| Palaemon       | Portunes                  |          |                |
| Pan            | Faunus                    |          | Min            |
| Persefona      | Proserpina                |          | Isis           |
| Pheme          | Fama                      |          |                |
| Fosfor         | Lucifer                   |          |                |
| Poseidon       | Neptun                    | Nethuns  |                |
| Priapus        | Mutinus Mutunus           |          |                |
| Rhea           | Ops                       |          | Nut            |
| Satyr          | Faun                      |          |                |
| Selene         | Luna (mitologie)          |          | Khonsu         |
| Semele         | Stimula                   |          |                |
| Silenus        | Silvanus                  |          |                |
| Thanatos       | Mors                      |          | Anubis         |
| Themis         | Iustitia                  |          | Maat           |
| Tyche          | Fortuna                   |          |                |
|                | Vertumnus                 | Voltumna |                |
| Zephyrus       | Favonius                  |          |                |
| Zeus           | Jupiter                   | Tinia    | Amon           |